# Coronavirusul HKU10 al liliecilor
Coronavirusul HKU10 al liliecilor (Bat coronavirus HKU10, abreviat BtCoV HKU10) este o specie de coronavirus inclusă în subgenul Decacovirus (genul Alphacoronavirus). Coronavirusul HKU10 a fost descoperit de cercetătorii de la Universitatea din Hong Kong (prescurtat HKU - Hong Kong University)  de unde și numele virusului de HKU. Acest virus nu este zoonotic, adică nu se transmite la om.
Coronavirusul BtCoV HKU10 a fost identificat la două specii de lilieci foarte diferite, în 2005 la liliacul frugivor ruzet al lui Leschenault (Rousettus leschenaultii) în provincia Guangdong, China, și în 2010 la liliacul insectivor filorin pomon (Hipposideros pomona) în Hong Kong. Genomul complet al coronavirusului HKU10 izolat de la liliacul Rousettus leschenaultii a fost înregistrat în GenBank sub codul NC_018871), iar cel izolat de la liliacul Hipposideros pomona sub codul sub codul JQ989273. Analiza completă a genomului și analizele filogenetice au arătat că secvențele genomice ale acestui coronavirus obținute de la aceste două specii diferite de lilieci au fost foarte similare în întregul genom, cu excepția genei S (care codează proteina spiculară a peplomerelor) unde coincidențele aminoacizilor dintre cele două secvențe au fost de numai 60,5%. În ciuda acestei diferențe, conform criteriilor de clasificare ale coronavirusurilor, aceste două secvențe genomice sunt caracteristice pentru această specie de coronavirus care infectează diferite specii de lilieci. Diferențele genei S împreună cu analiza ceasului (cronometrului) molecular indică o posibilă transmitere recentă inter-specifică a coronavirusului BtCoV HKU10 de la liliacul Rousettus leschenaulti la liliacul Hipposideros pomona cu adaptarea ulterioară la noua specie gazdă. Astfel a fost a arătat că este posibilă o transmitere inter-specifică a coronavirusurilor liliecilor (BtCoV) între specii de lilieci din diferite subordine.
Majoritatea studiilor au arătat că liliecii infectați cu coronavirus sunt aparent sănătoși. În ciuda identificării unui număr mare de coronavirusuri diferiți la aceste mamifere, se pare că infecția nu provoacă boli evidente. Infecția liliecilor cu coronavirusul BtCoV HKU10 a fost asociată cu o greutate corporală mai mică la liliacul Hipposideros pomona, dar nu la liliacul Rousettus leschenaulti.